# Sárgászöld csengettyűgomba
A sárgászöld csengettyűgomba (Pluteus chrysophaeus) a csengettyűgombafélék családjába tartozó, Eurázsiában honos, lombos fák korhadó anyagán élő, ehető gombafaj. 

## Megjelenése
A sárgászöld csengettyűgomba kalapja 2-4 cm széles, kezdetben harang alakú, később széles domborúan kiterül, a közepén lapos púppal. Felszíne fénytelen, a széle felé finoman, sűrűn ráncos. A széle bordázott. Színe mustársárga, citromsárga.
Húsa vékony, halványsárgás. Szaga gyenge, íze nincs. 
Sűrű, széles lemezei szabadon állnak. Színük fiatalon fehér, később halvány rózsaszínű, az élük sárgás.
Tönkje 3-3,5 cm magas és 0,2-0,4 cm vastag. Alakja egyenletesen hengeres vagy kissé csúcsán vékonyodó, törékeny, nem üregesedő. Felszínét hosszában fehér, lejjebb sárgás szálak borítják, legalja világosabb.
Spórapora rózsaszínű. Spórája majdnem gömbölyded, sima, mérete 5-6 x 4,5-5µm.

### Hasonló fajok
A sárga csengettyűgomba nagyobb és aranysárga; az ereskalapú csengettyűgomba barna színű. 

## Elterjedése és termőhelye
Eurázsiában honos, Japánban a közelmúltban jelent meg. Magyarországon ritka.
Lomberdőkben (bükkösökben, gyertyános-tölgyesekben, szurdokerdőkben) található meg. Előfordul az Alföld nagyobb ligeterdeiben, kőrises égerlápjainak szélén is. Lombos fák erősen korhadó tuskóján, ágain, a talajba süppedt fatörmeléken él. Nyár elejétől késő őszig terem.
Ehető, de kis mérete és ritkasága miatt gasztronómiai szempontból jelentéktelen.     

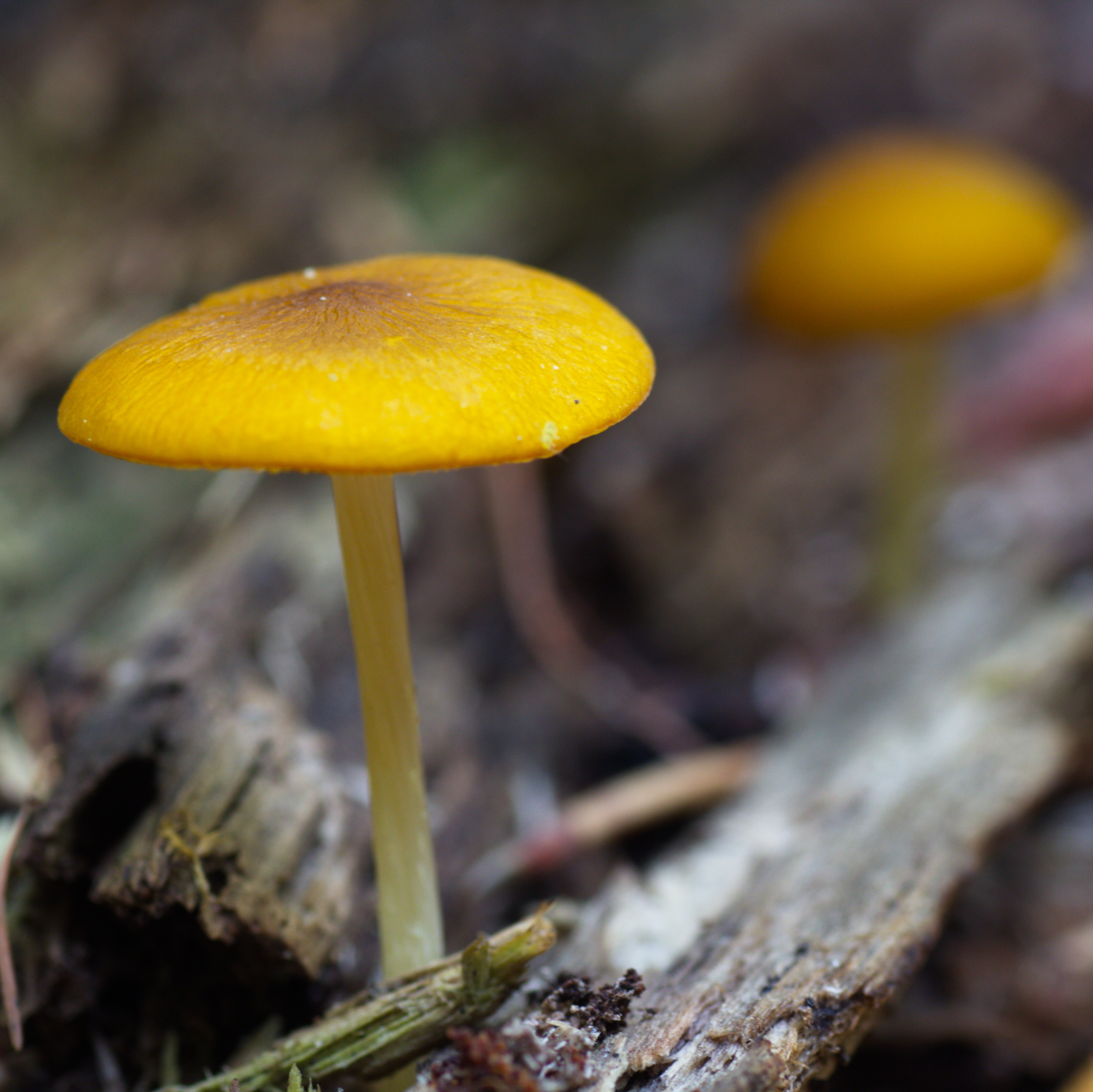
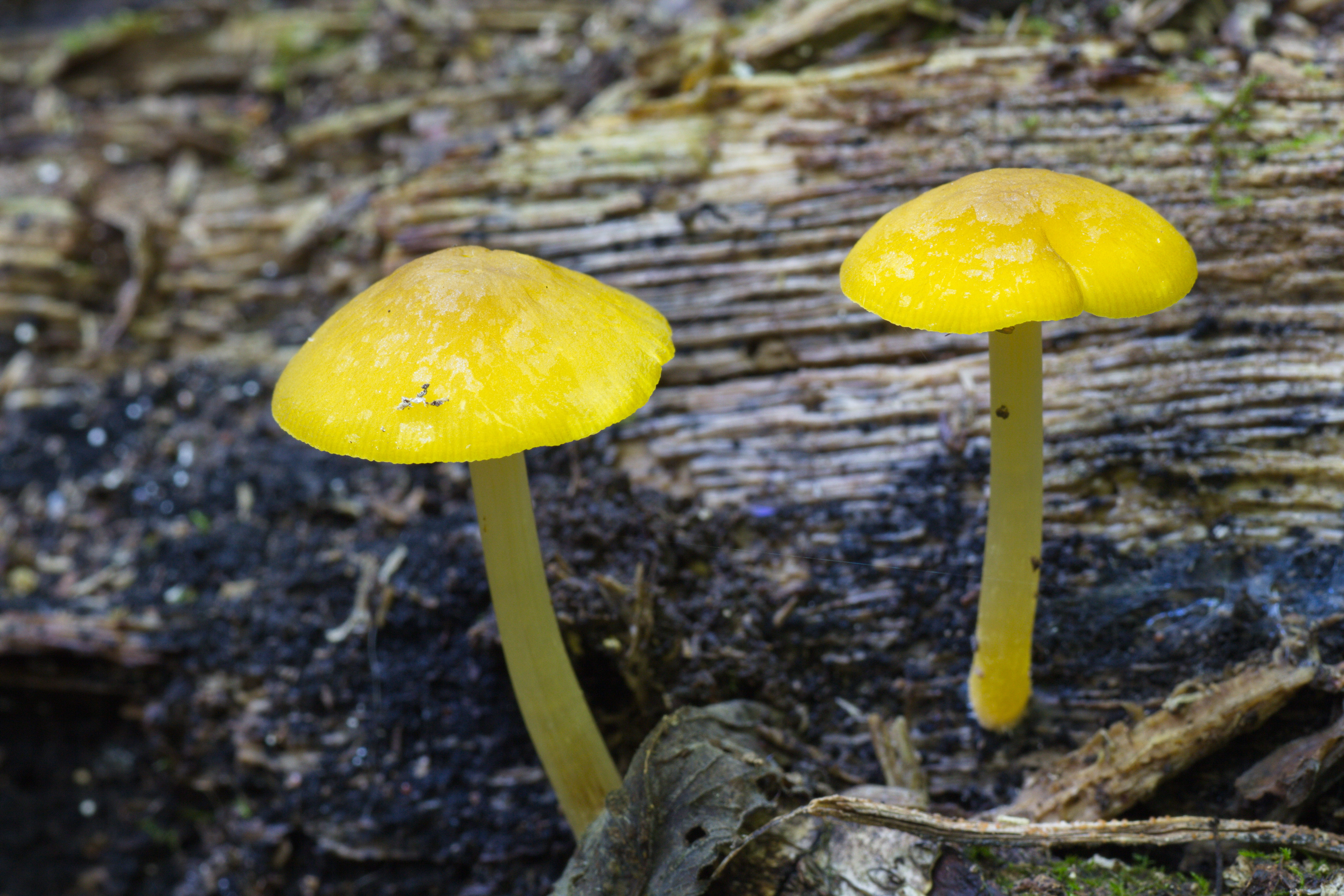
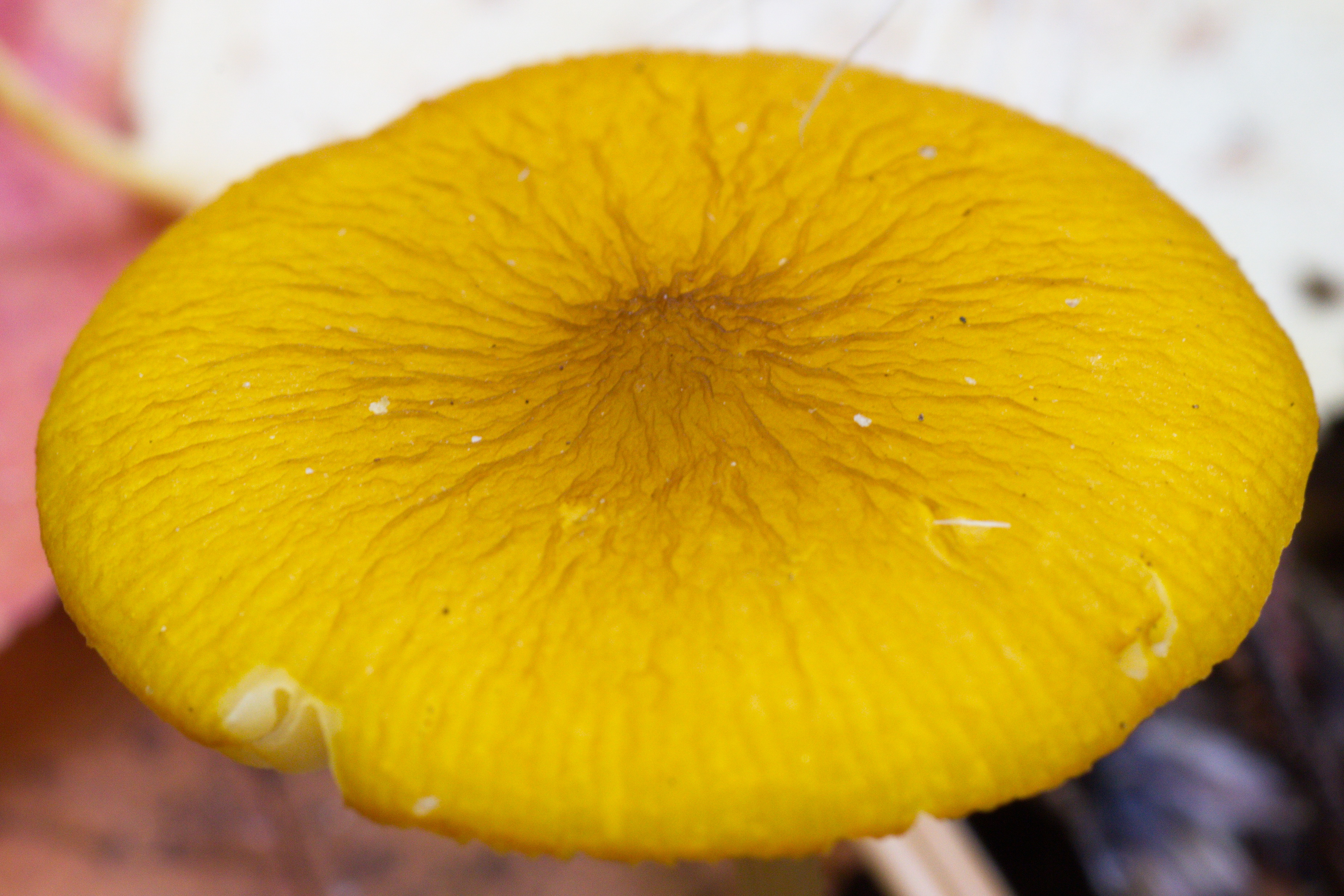
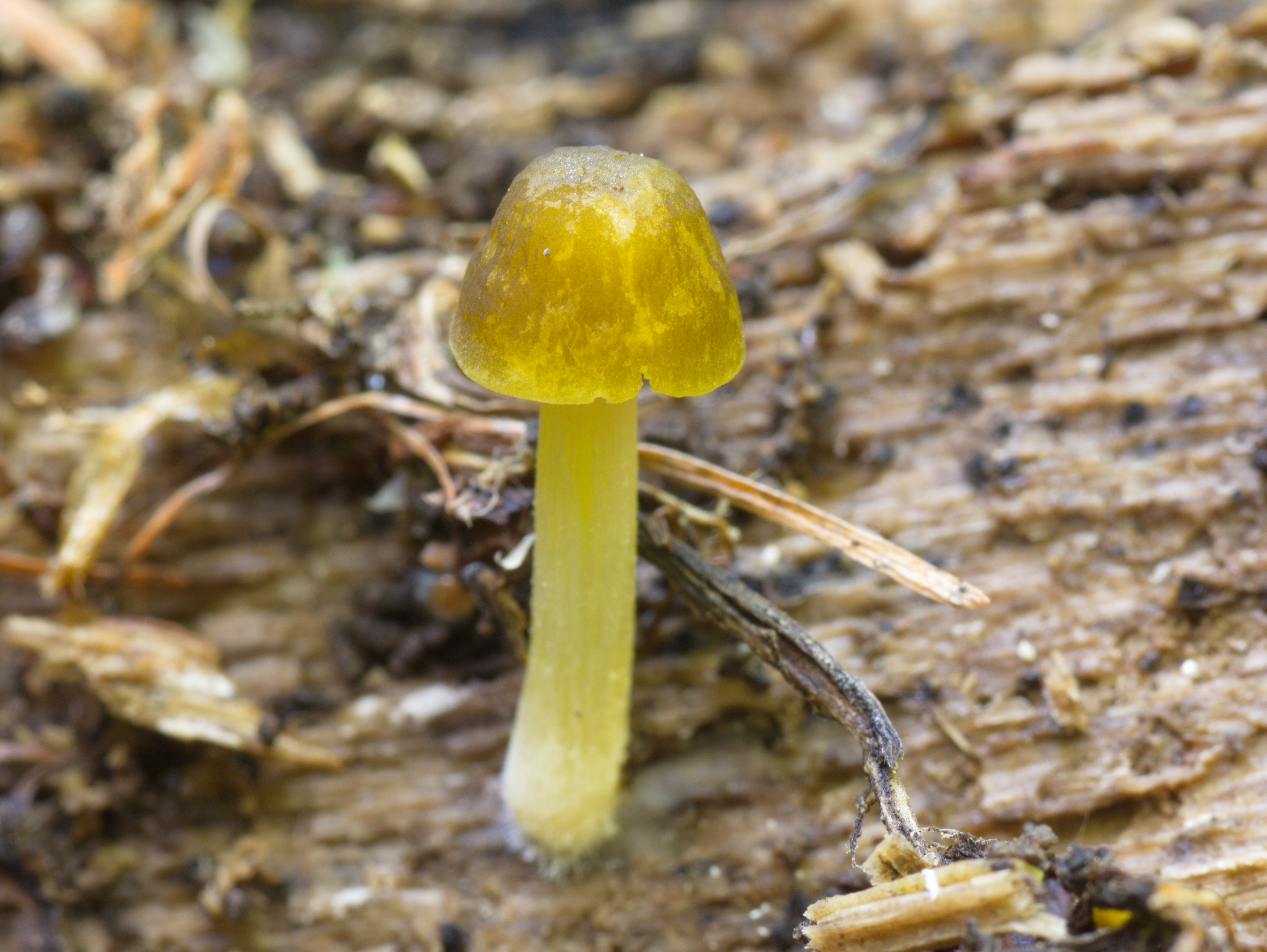